# Lauro Franzen
Lauro Franzen (Garibaldi, 6 de maio de 1911 — , 1971) foi um remador brasileiro.
Era afiliado ao Clube de Regatas Almirante Barroso.
Foi campeão brasileiro e sul-americano de remo em 1935, no oito com. Em 1936 sagrou-se bicampeão brasileiro.
Competiu nos Jogos Olímpicos de Verão de 1936 em Berlim no oito com, junto de Alfredo de Boer, Arno Franzen, Nilo Franzen, Ernesto Sauter, Frederico Tadewald, Henrique Kranen Filho, Máximo Fava e Rodolph Rath (timoneiro).